# 估计理论
估计理论是统计学和信号处理中的一个分支，主要是通过测量或经验数据来估计概率分布参数的数值。这些参数描述了实质情况或实际对象，它们能够回答估计函数提出的问题。
例如，估计投票人总体中，给特定候选人投票的人的比例。这个比例是一个不可观测的参数，因为投票人总体很大；估计值建立在投票者的一个小的随机采样上。
又如，雷达的目的是物体（飞机、船等）的定位。这种定位是通过分析收到的回声（回波）来实现的，定位提出的问题是“飞机在哪里？”为了回答这个问题，必须估计飞机到雷达之间的距离。如果雷达的绝对位置是已知的，那么飞机的绝对位置也是可以确定的。
在估计理论中，通常假定信息隐藏在包含雜訊的信号中。噪声增加了不确定性，如果没有不确定性，那么也就没有必要估计了。

## 使用估计理论的领域
有非常多的领域使用参数估计理论。这些领域包括（当然不局限于以下列出的领域）:
- 信号处理
  - X射線斷層成像
  - 脑电图
  - 心电图
  - 核磁共振
  - 医学超声波扫描术
  - 雷达、声纳、地震學——物件的定位
  - 噪声方差
  - 参数化（例如周期图和相关图谱）分析
  - 非参数化（例如MUSIC、Root-MUSIC和ESPRIT）谱分析
  - 维纳滤波
  - 粒子滤波器
- 临床试验
- 民意调查
- 质量控制
- 通讯
  - 信道参数
  - DC增益（请看下边的例子）
- 控制理论
  - 卡尔曼滤波
  - 随时间改变的执行器
- 网络入侵侦查系统

测量参数包含噪声或者其他不确定性。通过统计概率，可以求得最优化的解，用来从数据中提取尽可能多的信息。

## 估计过程
估计理论的全部目的都是获取一个估计函数，最好是一个可以实现的估计函数。估计函数输入测量数据，输出相应参数的估计。
我们通常希望估计函数能最优，一个最优的估计意味着所有的信息都被提取出来了；如果还有信息没有提取出来，那就意味着它不是最优的。
一般来说，求估计函数需要三步：
- 为了实现一个预测单个或者多个参数的所期望的估计器，首先需要确定系统的模型。这个模型需要将需要建模的过程以及不确定性和和噪声融合到一起，这个模型将描述参数应用领域的物理场景。
- 在确定模型之后，需要确定估计器的限制条件。这些限制条件可以通过如Cramér-Rao不等式这样的方法找到。
- 下一步，需要开发一个估计器或者应用一个已知的对于模型有效的估计器。这个估计器需要根据限制条件进行测试以确定它是否是最优估计器，如果是的话，它就是最好的估计器。
- 最后，在估计器上运行试验或者仿真以测试性能。

当实现一个估计器之后，实际的数据有可能证明推导出估计器的模型是不正确的，这样的话就需要重复上面的过程重新寻找估计器。不能实现的估计器需要抛弃，然后开始一个新的过程。总的来说，估计器根据实际测量的数据预测物理模型的参数。

## 基础
对于给定模型，估计器需要若干统计 "成分"才能实现。第一，统计样本从长度为 N 的随机向量（Random Variable，RV）中采样获得，观测值构成向量：
{\displaystyle \mathbf {x} ={\begin{bmatrix}x[0]\\x[1]\\\vdots \\x[N-1]\end{bmatrix}}.}
第二，有 M 个参数：
{\displaystyle {\boldsymbol {\theta }}={\begin{bmatrix}\theta _{1}\\\theta _{2}\\\vdots \\\theta _{M}\end{bmatrix}},}
它们的值需要被估计。第三，用于生成连续数据的概率密度函数（Probability density function，PDF）或离散数据的概率质量函数（Probability mass function，PMF）以参数值为条件（这些概率函数潜在存在），即条件概率为：
{\displaystyle p(\mathbf {x} |{\boldsymbol {\theta }}).\,}
参数自身可能也存在概率分布（如贝叶斯统计），此时就需要定义贝叶斯概率：
{\displaystyle \pi ({\boldsymbol {\theta }}).\,}
模型形成后，目标是估计参数，估计的参数通常表示为 {\displaystyle {\hat {\boldsymbol {\theta }}}}，其中 {\displaystyle {\hat {\cdot }}} 表示估计值。
常用的估计器包括最小均方误差（Minimum mean squared error，MMSE）估计器，它利用了估计参数和参数实际值之间的误差：
{\displaystyle \mathbf {e} ={\hat {\boldsymbol {\theta }}}-{\boldsymbol {\theta }}}
作为优化的基础。该误差项平方的期望对MMSE估计器来说是最小的。

## 估计函数（估计子）
以下是一些相关的估计函数以及相关的主题
- 最大似然估計（Maximum likelihood estimation，簡稱MLE）
- 贝叶斯估计器（英语：Bayes_estimator）（Bayes estimator）
- 矩估計（Method of moments estimators，簡稱MME）
- Cramér-Rao界（英语：Cramér–Rao_bound）
- 最小二乘法（Least squares）
- 最小均方差（Minimum mean squared error，简称MMSE）
- 最大后验概率（Maximum a posteriori probability，簡稱MAP）
- 最小方差无偏估计（Minimum variance unbiased estimator，简称MVUE）
- 非线性系统识别（英语：Nonlinear_system_identification）（Nonlinear system identification）
- 最佳线性非偏估计（BLUE）
- 非偏估计，见偏差 (统计学)。
- 粒子滤波器（Particle filter）
- 马尔可夫链蒙特卡洛（Markov chain Monte Carlo，简称MCMC）
- 卡尔曼滤波
- 维纳滤波

## 例子：高斯白噪声中的直流增益
考虑由{\displaystyle N}个独立采样点构成的离散信号{\displaystyle x[n]}，它由常数{\displaystyle A}和零均值、方差为{\displaystyle \sigma ^{2}}的加性高斯白噪声{\displaystyle w[n]}（即{\displaystyle {\mathcal {N}}(0,\sigma ^{2})}）构成。方差已知，未知参数为{\displaystyle A}。
信号的模型为：
{\displaystyle x[n]=A+w[n]\quad n=0,1,\dots ,N-1}
参数{\displaystyle A}的两个可能的估计器是：
- {\displaystyle {\hat {A}}_{1}=x[0]}
- {\displaystyle {\hat {A}}_{2}={\frac {1}{N}}\sum _{n=0}^{N-1}x[n]}，即采样平均（Sample mean）

通过计算两个估计器的期望可以发现，它们的均值均为{\displaystyle A}：
{\displaystyle \mathrm {E} \left[{\hat {A}}_{1}\right]=\mathrm {E} \left[x[0]\right]=A}
和
{\displaystyle \mathrm {E} \left[{\hat {A}}_{2}\right]=\mathrm {E} \left[{\frac {1}{N}}\sum _{n=0}^{N-1}x[n]\right]={\frac {1}{N}}\left[\sum _{n=0}^{N-1}\mathrm {E} \left[x[n]\right]\right]={\frac {1}{N}}\left[NA\right]=A}
两个估计器的均值没有差异，然而它们的方差不同：
{\displaystyle \mathrm {var} \left({\hat {A}}_{1}\right)=\mathrm {var} \left(x[0]\right)=\sigma ^{2}}
和
{\displaystyle \mathrm {var} \left({\hat {A}}_{2}\right)=\mathrm {var} \left({\frac {1}{N}}\sum _{n=0}^{N-1}x[n]\right)={\frac {1}{N^{2}}}\left[\sum _{n=0}^{N-1}\mathrm {var} (x[n])\right]={\frac {1}{N^{2}}}\left[N\sigma ^{2}\right]={\frac {\sigma ^{2}}{N}}}
当{\displaystyle N>1}时，{\displaystyle \mathrm {var} \left({\hat {A}}_{1}\right)<\mathrm {var} \left({\hat {A}}_{2}\right)}，所以似乎采样平均{\displaystyle {\hat {A}}_{2}}是一个更好的估计器。

### 最大似然估计
使用最大似然估计继续上面的例子，噪声在采样点{\displaystyle w[n]}上的概率密度函数（pdf）为：
{\displaystyle p(w[n])={\frac {1}{\sigma {\sqrt {2\pi }}}}\exp \left(-{\frac {1}{2\sigma ^{2}}}w[n]^{2}\right)}
此时{\displaystyle x[n]}的概率为（{\displaystyle x[n]}服从分布{\displaystyle {\mathcal {N}}(A,\sigma ^{2})}）：
{\displaystyle p(x[n];A)={\frac {1}{\sigma {\sqrt {2\pi }}}}\exp \left(-{\frac {1}{2\sigma ^{2}}}(x[n]-A)^{2}\right)}
由于相互独立，{\displaystyle \mathbf {x} }的概率为：
{\displaystyle p(\mathbf {x} ;A)=\prod _{n=0}^{N-1}p(x[n];A)={\frac {1}{\left(\sigma {\sqrt {2\pi }}\right)^{N}}}\exp \left(-{\frac {1}{2\sigma ^{2}}}\sum _{n=0}^{N-1}(x[n]-A)^{2}\right)}
对上式取自然对数：
{\displaystyle \ln p(\mathbf {x} ;A)=-N\ln \left(\sigma {\sqrt {2\pi }}\right)-{\frac {1}{2\sigma ^{2}}}\sum _{n=0}^{N-1}(x[n]-A)^{2}}
于是最大似然估计器为：
{\displaystyle {\hat {A}}=\arg \max \ln p(\mathbf {x} ;A)}
计算对数-最大似然函数的一阶导数：
{\displaystyle {\frac {\partial }{\partial A}}\ln p(\mathbf {x} ;A)={\frac {1}{\sigma ^{2}}}\left[\sum _{n=0}^{N-1}(x[n]-A)\right]={\frac {1}{\sigma ^{2}}}\left[\sum _{n=0}^{N-1}x[n]-NA\right]}
令其为0：
{\displaystyle 0={\frac {1}{\sigma ^{2}}}\left[\sum _{n=0}^{N-1}x[n]-NA\right]=\sum _{n=0}^{N-1}x[n]-NA}
得到最大似然估计器：
{\displaystyle {\hat {A}}={\frac {1}{N}}\sum _{n=0}^{N-1}x[n]}
它是一个简单的采样平均。从这个例子中可以发现，被独立同分布的加性高斯白噪声污染的、由未知常数构成的{\displaystyle N}点信号的最大似然估计其就是采样平均。

### Cramér-Rao下限
为了找到采样平均估计器的Cramér-Rao下限（CRLB），需要找到Fisher information数
{\displaystyle {\mathcal {I}}(A)=\mathrm {E} \left(\left[{\frac {\partial }{\partial \theta }}\ln p(\mathbf {x} ;A)\right]^{2}\right)=-\mathrm {E} \left[{\frac {\partial ^{2}}{\partial \theta ^{2}}}\ln p(\mathbf {x} ;A)\right]}
从上面得到
{\displaystyle {\frac {\partial }{\partial A}}\ln p(\mathbf {x} ;A)={\frac {1}{\sigma ^{2}}}\left[\sum _{n=0}^{N-1}x[n]-NA\right]}
取二阶导数
{\displaystyle {\frac {\partial ^{2}}{\partial A^{2}}}\ln p(\mathbf {x} ;A)={\frac {1}{\sigma ^{2}}}(-N)={\frac {-N}{\sigma ^{2}}}}
发现负的期望值是无关紧要的（trivial），因为它现在是一个确定的常数
{\displaystyle -\mathrm {E} \left[{\frac {\partial ^{2}}{\partial A^{2}}}\ln p(\mathbf {x} ;A)\right]={\frac {N}{\sigma ^{2}}}}
最后，将Fisher information代入 
{\displaystyle \mathrm {var} \left({\hat {A}}\right)\geq {\frac {1}{\mathcal {I}}}}
得到
{\displaystyle \mathrm {var} \left({\hat {A}}\right)\geq {\frac {\sigma ^{2}}{N}}}
将这个值与前面确定的采样平均的变化比较显示对于所有的{\displaystyle N}和{\displaystyle A}来说采样平均都是等于Cramér-Rao下限。
采样平均除了是最大似然估计器之外还是最小变化无偏估计器（MVUE）。
这个直流增益 + WGN的例子是Kay的统计信号处理基础中一个例子的再现。

## 相关书籍
- Fundamentals of Statistical Signal Processing: Estimation Theory by Steven M. Kay (ISBN 0-13-345711-7)
- An Introduction to Signal Detection and Estimation by H. Vincent Poor (ISBN 0-38-794173-8)
- Detection, Estimation, and Modulation Theory, Part 1 by Harry L. Van Trees (ISBN 0-47-109517-6; website)